# Убойный уикенд
«Убо́йный уике́нд» (англ. Cottage Country) — канадский комедийный боевик 2013 года режиссёра Питера Веллингтона.

## Сюжет
Тодд планирует сделать предложение своей подруге Кэми, в специально забронированном коттедже. Неожиданно появляется брат Тода бездельник Сэлинджер и его безбашенная подруга Маша и переворачивают все с ног на голову. Тодд случайно закалывает топором своего брата, Кэмми не хочет чтобы кровь на руках Тодда помешала их дальнейшей жизни.

## В ролях
- Малин Акерман — Кэми Райан
- Тайлер Лабин — Тодд Шиповски
- Дэн Петронижевич — Сэлинджер Шиповски
- Люси Панч — Маша
- Джим Аннан[англ.] — констебль Гранта
- Бенджамин Эйрс[англ.] — Дов Розенберг
- Сабрина Грдевич[англ.] — офицер Маккензи